# ENG (방송)
ENG(Electronic News Gathering, 전자 뉴스 수집)는 전자 뉴스 수집(취재) 시스템을 의미하며 필름 대신에 전자 매체를 사용한다는 의미이다.

## 개요
뉴스에 한하지 않고, 텔레비전 프로그램 전반의 프로그램 소재를 수집하는 시스템으로서, 비디오 카메라와 비디오 테이프 레코더(VTR)의 조합, 혹은 VTR 일체형 의 비디오 카메라 등에 의해, 프로그램 소재가 되는 영상, 음성을 수집(취재)하는 시스템을 말한다. 특히 현장 취재에 유효하다.

## 같이 보기
- 중계방송
- 방송차